# Chandrapur (Nepal)
Chandrapur (Nepali चन्द्रपुर Candrapur) ist eine Stadt (Munizipalität) im Distrikt Rautahat im mittleren Terai Nepals.
Chandrapur liegt 10 km westlich des Bagmati-Flusses am Fuße der Siwaliks. Die Fernstraße Mahendra Rajmarg, die Haupt-West-Ost-Straßenverbindung Nepals, verläuft durch Chandrapur.
Die Stadt Chandrapur entstand 2014 aus dem Zusammenschluss der Village Development Committees Chandranigahapur, Dumariya (Matioun), Judibela, Paurai und Santpur (Matioun).
Das Stadtgebiet umfasst 249,9 km².

## Einwohner
Bei der Volkszählung 2011 hatten die VDCs, aus welchen die Stadt Chandrapur entstand, 72.059 Einwohner (davon 35.885 männlich) in 13.445 Haushalten. Damit ist Chandrapur die größte Stadt des Distrikts.